# Keresztúr-busz (Budapest)
A budapesti Keresztúr-busz Kőbánya-Kispest és Rákoskeresztúr, városközpont között közlekedett. A vonalat a Budapesti Közlekedési Zrt. üzemeltette. A járműveket a Cinkotai autóbuszgarázs állította ki.

## Története
1998. augusztus 25-én új gyorsjáratot indítottak Kőbánya-Kispest és Rákoskeresztúr között Keresztúr-busz néven. 2007. május 3-ától az 508. utcánál is megállt. 2008. szeptember 5-én megszűnt, helyette meghosszabbított útvonalon 201E és 202E jelzéssel indítottak új járatokat.
Érdekesség, hogy az M3-as metró 1980-as déli meghosszabbításához kapcsolódóan a 62-es buszjáratot kívánták ezen az útvonalon közlekedtetni.

## Útvonala
| Rákoskeresztúr, városközpont felé | Kőbánya-Kispest felé |
| --- | --- |
| Kőbánya-Kispest vá. – Vak Bottyán utca – Sibrik Miklós úti felüljáró – Gyömrői út – Újhegyi út – Kozma utca – Jászberényi út – felüljáró – Jászberényi út – Pesti út – Rákoskeresztúr, városközpont vá. | Rákoskeresztúr, városközpont vá. – Pesti út – Jászberényi út – felüljáró – Jászberényi út – Kozma utca – Újhegyi út – Gyömrői út – Sibrik Miklós úti felüljáró – Kőbánya-Kispest vá. |

## Megállóhelyei
| 0  | Kőbánya-Kispest végállomás              | 23 | 48, 51, 68, 85, 85, 93, 98, 98, 136, 151, 182, 184, 193E, 200, 282E, 284E Kőbánya-Kispest |
| 6  | Új köztemető, főbejárat                 | 17 | 68, 95 28, 37                                                                             |
| 12 | Rézvirág utca                           | 11 | 61, 61, 62, 68                                                                            |
| 14 | 501. utca                               | 9  | 61, 61, 62, 68                                                                            |
| 15 | 508. utca                               | 7  | 61, 61, 62                                                                                |
| 17 | Göröngyös utca (↓) Borsó utca (↑)       | 6  | 61, 61, 62, 67, 176E                                                                      |
| 18 | Kis utca                                | 4  | 61, 61, 62, 80                                                                            |
| 20 | Bakancsos utca                          | 2  | 46, 61, 62, 80                                                                            |
| 22 | Földműves utca (↓) Diák utca (↑)        | 1  | 46, 61, 62, 80                                                                            |
| 23 | Rákoskeresztúr, városközpont végállomás | 0  | 46, 61, 61E, 62, 69, 69A, 80, 97, 98, 161, 162, 198, 297                                  |